# 아일랜드의 로마 가톨릭교회

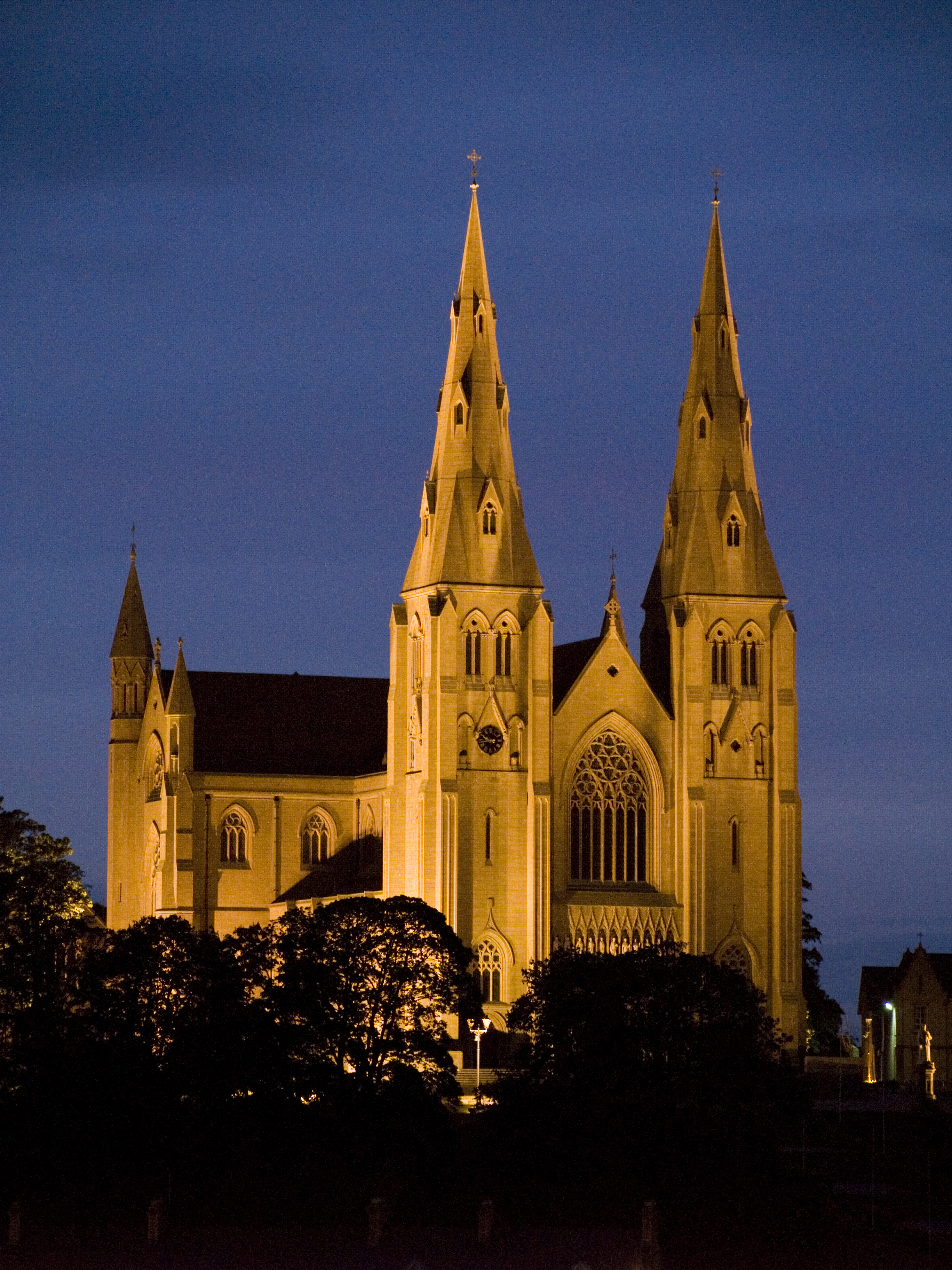

아일랜드의 로마 가톨릭교회는 아일랜드 공화국과 북아일랜드의 천주교회이다. 아일랜드 공화국 인구의 약 87.4%가 천주교 신자이며, 북아일랜드 주민의 약 43.8%가 천주교 신자이다.
아일랜드 천주교회의 역사는 성 파트리치오와 같은 걸출한 전교사들의 활동으로 5세기 초부터 시작되었다.

## 같이 보기
- 아일랜드의 로마 가톨릭 교구 목록